# Tarsilio
Tarsilio  è un nome proprio di persona italiano maschile.

## Varianti
- Maschili: Tarsillo[1]
- Femminili: Tarsilia[1], Tarsilla[1]

## Origine e diffusione
Nome tipico della Sardegna, dotato di scarsa diffusione e sopravvissuto solo grazie al culto di santa Tarsilia. Non possiede una sicura tradizione greca o latina, e la sua origine è dubbia: potrebbe forse essere derivato da un soprannome etnico riferito alla città di Tarso (che è forse la stessa origine di Tarcisio).

## Onomastico
L'onomastico si festeggia il 24 dicembre in memoria di santa Tarsilia o Tarsilla, zia di san Gregorio Magno, monaca con le sorelle Emiliana e Gordiana.